# Leimenhaus
Leimenhaus (oberfränkisch: Lamah-haus) ist eine Wüstung auf dem Gemeindegebiet des Marktes Thurnau im oberfränkischen Landkreis Kulmbach in Bayern.

## Geographie
Die ehemalige Einöde lag 200 Meter südlich von Hutschdorf auf einer Höhe von 338 m ü. NHN. Im Süden grenzte eine bewaldete Anhöhe an.

## Geschichte
Leimenhaus war eine Ausgründung, die vom Hofbesitzer des Hauses Nr. 41 (= Halbhof in Fahrenbühl) erfolgte. Das Anwesen wurde in einer Beschreibung der Giech’schen Herrschaft Thurnau von 1799 erstmals erwähnt, jedoch ohne den späteren Namen. 1867 wurde das Anwesen erstmals als „Leimenhaus“ bezeichnet. Das Toponym bezeichnet ein aus Lehm gebautes Haus. Ab 1907 wurde Leimenhaus als „Trinkerheilstätte Immanuel“ genutzt. Zum Anwesen gehörten 2,5 Hektar Grund, es gab ursprünglich 16 Therapieplätze. 1932 wurde die Anstalt aufgelöst und das ursprüngliche Anwesen abgerissen. Auf seinem Grund entstand eine neue Anstalt, die 1940/41 für die sogenannte Kinderlandverschickung genutzt wurde, danach als Lungenheilstätte und seit 1961 als Fachklinik für suchtkranke Frauen (→ Fachklinik Haus Immanuel).

### Einwohnerentwicklung
| Jahr      | 001861 | 001871 | 001885 | 001900 | 001925 |
| Einwohner | 12     | 8      | 7      | 5      | 27     |
| Häuser    |        |        | 1      | 1      | 1      |
| Quelle    | [ 4 ]  | [ 7 ]  | [ 8 ]  | [ 9 ]  | [ 10 ] |

## Religion
Der Ort war evangelisch-lutherisch geprägt und nach St. Johannes der Täufer (Hutschdorf) gepfarrt.